# Arrhopalites dudichi
Arrhopalites dudichi is een springstaartensoort uit de familie van de Arrhopalitidae. De wetenschappelijke naam van de soort is voor het eerst geldig gepubliceerd in 1966 door Loksa & Rubio.